# Henry Le Bailly
Henry Le Bailly (neix [158?] - París, 1637) fou un compositor francès del Renaixement i principis del Barroc.
Fou superintendent de la música de Lluís XIII i va escriure un gran nombre de peces de ball. També es dedicà a la música religiosa, destacant entre les seves composicions un motet sobre el text del Super flumina.
Amb Guédron, Mauduit, Bataille i Boësett, cooperà a l'èxit de la gran revolució monòdica, en la qual les cançons a solo desterraren les composicions polifòniques, en auge al llarg dels temps.